# Cratere Salona
Salona è un cratere sulla superficie di 21 Lutetia.